# Депутат місцевої ради
Депутат місцевої ради — особа, обрана до законодавчого органу місцевого самоврядування, де представляє інтереси виборців свого виборчого округу — територіальної громади села, селища, міста чи їх громад. По набуттю повноважень, депутат отримує посвідчення і нагрудний знак.
Регулюється статус депутата місцевої ради законом України «Про статус депутатів місцевих рад» № 93-IV. Депутатами місцевої ради вважаються депутати сільської, селищної, міської, районної у місті, районної, обласної рад.
Відповідно до Конституції України і закону про місцеві вибори, депутатом місцевої ради може стати громадянин України, що досяг повноліття (18 років), якого було обрано на основі загального, рівного, прямого виборчого права шляхом таємного голосування на строк, встановлений Конституцією України.
Усі депутати в Україні, крім народних, працюють на громадських засадах. Однак депутати на посаді секретаря сільської, селищної, міської ради; голови; заступника голови районної, обласної, районної у місті ради працюють у місцевій раді на постійній основі і не можуть суміщати цю діяльність з іншою роботою (за винятком викладацької, наукової та творчої у позаробочий час), займатися підприємницькою діяльністю, одержувати від цього прибуток, якщо інше не передбачено законом.
Відповідно до закону «Про пенсії за особливі заслуги перед Україною» № 1767-III, депутати обласних, Київської та Севастопольської міських рад, районних, районних у містах, міських рад міст обласного значення в Україні, які були депутатами від 4 скликань, отримають надбавку до пенсії за особливі заслуги.